# Венгерский орден Святого Стефана
Венгерский орден Святого Стефана (венг. Magyar Szent István-rend) — высшая государственная награда Венгрии с 2011 года.

## История
Венгерский орден Святого Стефана является правопреемником Королевского ордена Святого Стефана.
После второй мировой войны с объявлением Венгрии Народной республикой коммунистическое правительство запретило все королевские ордена. Королевский орден Святого Стефана сохранял своё положение как династическая награда дома Габсбургов. По смерти Отто фон Габсбурга, главы дома Габсбургов, в 2011 году, его преемники согласились передать управление орденом полностью в руки Венгрии и таким образом он был восстановлен как высшая награда Венгрии. 
Орден Святого Стефана служит признанием самых выдающихся, особых заслуг, выдающихся произведений и значительных ценностей, приобретенных на международной арене на благо Венгрии. Вручается в одном классе Большого креста ежегодной 20 августа в День основания государства.
В силу закона Президент Венгерской Республики становится обладателем Венгерского ордена Святого Стефана по вступлении в должность.

## Описание

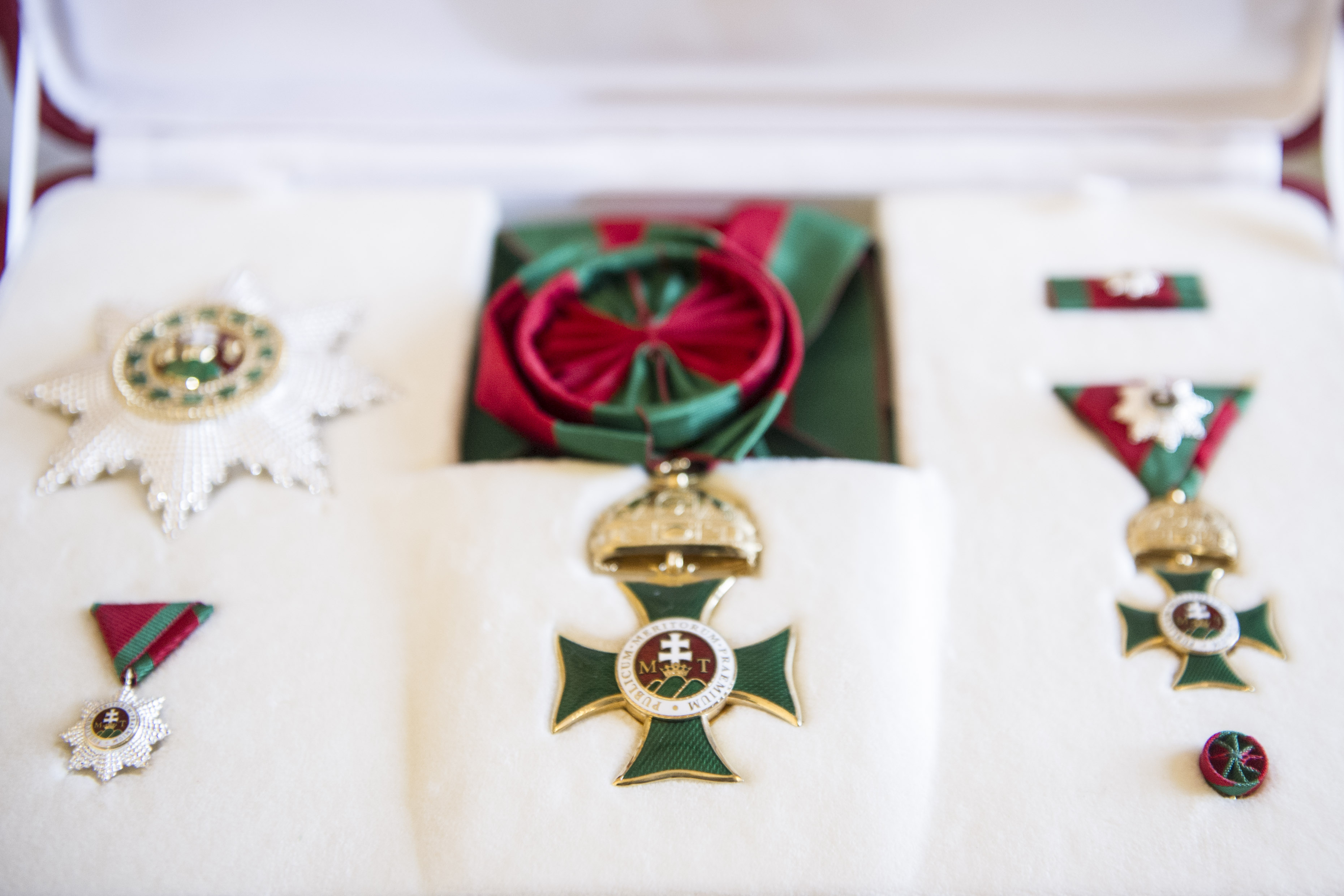
Инсигнии ордена класса Большого креста

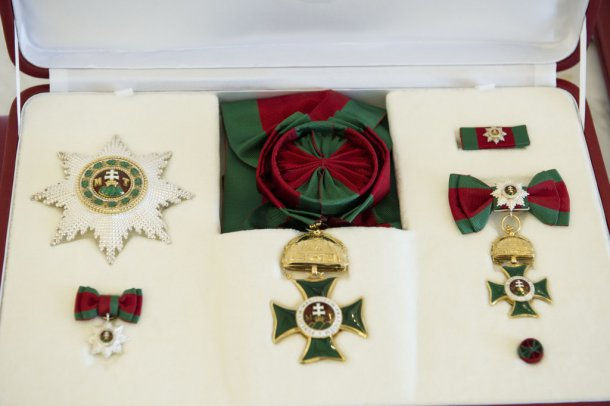
Инсигнии ордена класса Большого креста для женщин

Инсигнии Большого Креста включают знак ордена, нагрудную звезду и чрезплечную ленту. В комплект также входят символы ордена: две миниатюры, орденская планка и розетка.
Знак ордена представляет собой золотой леопольдовский крест зеленой эмали. На центральном медальоне красной эмали над золотой короной, стоящей на трех зеленых холмах, изображен белый шестиконечный крест с инициалами Марии-Терезии «M» и «T» по бокам. Медальон обрамлен кольцом белой эмали с девизом ордена «PUBLICUM MERITORUM PRAEMIUM». На реверсе медальона на белом фоне надпись в три строки «STO./STRI./AP.» (Sancto Stephane Regi Apostolico), обрамленная лавровым венком зеленой эмали. Крест увенчан золотой венгерской короной святого Стефана без эмалей.
Нагрудная звезда представляет собой серебряную восьмиконечную звезду с фасетчатыми лучами. Центральный медальон звезды повторяет медальон знака, но имеет большие размеры и вместо кольца с девизом медальон обрамляет лавровый венок из золотых и зеленых лавровых листьев.
 Чрезплечная лента ордена шелковая муаровая, с бантом у бедра, малиновая с широкими зелеными полосками по краям.